# ألينا باش
ألينا إيفانيفنا باش (الأوكرانية: Алина Иванивна Паш ؛ من مواليد 6 مايو 1993)، هي مغنية ومؤدية راب وكاتبة أغاني أوكرانية. شاركت في الموسم السادس من النسخة الأوكرانية من برنامج إكس فاكتور، واحتلت المركز الثالث عام 2016. وفي عام 2018، أصدرت أغنية بيتانغا، التي ساهمت في شهرتها في أوكرانيا.  
أُدرج اسمها ضمن قائمة فوربس أوكرانيا "30 تحت 30" كواحدة من القادة الشباب المؤثرين، كما فازت بجائزة إيلي ستايل الأوكرانية باعتبارها واحدة من أكثر النساء الأوكرانيات أناقة ونجاحًا في عام 2019. شاركت في عرض ضخم احتفالًا بعيد استقلال أوكرانيا عام 2019، حيث قدمت نسخة راب من النشيد الوطني الأوكراني أمام الرئيس فولوديمير زيلينسكي وآلاف الحاضرين.  
في عام 2022، شاركت في التصفيات الأوكرانية لمسابقة يوروفيجن وفازت بها، متفوقة على فرقة كالوش أوركسترا، الذين فازوا لاحقا بالمسابقة الدولية.

## روابط خارجية
- ألينا باش  على فيسبوك.
- YouTube
- ألينا باش على إنستغرام
- ألينا باش على ساوند كلاود